# 1026
Початок Високого Середньовіччя •  Епоха вікінгів •  Золота доба ісламу •  Реконкіста •  Київська Русь

## Геополітична ситуація
Візантію очолює Костянтин VIII. Конрад II є імператором Священної Римської імперії.
Королем Західного Франкського королівства є, принаймні формально, Роберт II Побожний.
Апеннінський півострів розділений між численними державами: північ належить Священній Римській імперії, середню частину займає Папська область, на південь від Римської області лежать невеликі незалежні герцогства, півдненна частина півострова належать Візантії. Південь Піренейського півострова займає Кордовський халіфат, охоплений міжусобицею. Північну частину півострова займають християнські Леонське королівство (Астурія, Галісія), де править Альфонсо V, Наварра (Арагон, Кастилія) та Барселона. Канут Великий є королем Англії й Данії.
У Київській Русі княжить Ярослав Мудрий. У Польщі править Мешко II В'ялий. У Хорватії триває правління Крешиміра III. Угорське королівство очолює Стефан I.
Аббасидський халіфат очолює аль-Кадір, в Єгипті владу утримують Фатіміди, в Середній Азії — Караханіди, у Хорасані — Газневіди. У Китаї продовжується правління династії Сун. Значними державами Індії є Пала, Пратіхара, Чола. В Японії триває період Хей'ан.

## Події
- Ярослав Мудрий та Мстислав Хоробрий уклали угоду, за якою Мстислав отримав у правління лівобережжя Дніпра. Княжим містом Мстислава був Чернігів.
- Конрад II здійснив похід в Італію. Він не зміг увійти в бунтівну Павію, і його коронували на короля Італії в Мілані. Потім він придушив антинімецьке повстання в Равенні.
- Дожем Венеції внаслідок народного бунту проти встановлення спадкової монархії став П'єтро Барболано.
- Данський та англійський король Канут Великий отримав непереконливу перемогу над союзними шведсько-норвезькими військами в морській битві при Гельгео.
- Після смерті старшого сина Гуго французький король Роберт II призначив своїм спадкоємцем свого молодшого сина Генріха.
- Герцогом Баварським став Генріх VI, майбутній імператор.
- В результаті тривалих війн з тюрками-мусульманами повалена Династія Шахі — індійська династія, що існувала з 870 року і охоплювала землі сучасного північного Афганістану, значну частину Пакистану та північний схід Індії.
- Заснована Держава Хойсалів — держава на півдні Індостану зі столицями у Белпурі та Дварасамудрі, яка прийшла на зміну державі Західних Чалук'їв.